# Milton Rosmer
Milton Rosmer, geboren als Arthur Milton Lunt, (* 4. November 1881 in Southport, Vereinigtes Königreich; † 7. Dezember 1971 in Chesham) war ein britischer Schauspieler und Filmregisseur.

## Leben und Wirken
Rosmer begann seine Theaterkarriere 1899 bei Osmond Tearle’s Shakespeare Company, mit der er auch auf Tournee durch gesamt Großbritannien ging. Zu Rosmers frühen Shakespeare-Rollen zählen der Romeo, der Oberon, der Mark Anton und der Orlando. Seit 1903 in London ansässig, arbeitete Rosmer im Stadtteil Hampstead am Everyman Theatre sowohl als Schauspieler als auch als Regisseur. Eine Zeit lang war er auch Leiter des Shakespeare-Festivals in Stratford-upon-Avon. Theatergastspiele führten ihn in die Vereinigten Staaten und nach Kanada. Zu seinen späteren Theatererfolgen zählen 1927 das Stück „Twelve Miles Out“ und 1939 das Kriminal-Schauerstück „Gaslight“. 
Ab 1915 begann der Film zentrale Bedeutung in Milton Rosmers künstlerischer Karriere zu gewinnen. Bis in die frühen 1920er Jahre hinein entwickelte sich der Schauspieler zu einem populären Charaktermimen, vor allem in Kriminalgeschichten, Literaturadaptionen und Dramen. 1920 spielte er den Heathcliff in der ersten Verfilmung von Sturmhöhe. Ab 1926 wandte sich Rosmer rund ein Jahrzehnt lang bevorzugt der Filmregie zu. Oftmals inszenierte er in Zusammenarbeit mit einem Kollegen. So entstanden 1930 eine Verfilmung der Affäre Dreyfus, 1935 eine britische Version von Erich Kästners Kinderbuchklassiker Emil und die Detektive und 1937 die englische Fassung von Luis Trenkers Drama um die Erstbesteigung des Matterhorns Der Berg ruft, hier unter dem Titel „The Challenge“. Ab 1938 kehrte Rosmer für weitere zehn Jahre erneut als Charakternebendarsteller vor die Kamera zurück. Nach dem Ende seiner Filmkarriere 1948 spielte Milton Rosmer bis 1956 in mehreren Fernsehfilmen mit und wandte sich überdies wieder dem Theater zu: So sah man ihn beispielsweise 1953 in der Londoner Erstaufführung von Agatha Christies Kriminal- und Gerichtsdrama „Zeugin der Anklage“.

## Filmografie
als Schauspieler (bis 1948 in Kinofilmen, danach in Fernsehproduktionen):
- 1915: The Mystery of a Hansom Cab
- 1915: Still Waters Run Deep
- 1916: Cynthia in the Wilderness
- 1916: The Greater Need
- 1916: Lady Wintermere’s Fan
- 1916: The Man Without a Soul
- 1917: Little Women
- 1919: The Chinese Puzzle
- 1919: The Odds Against Her
- 1920: Wuthering Heights
- 1920: The Golden Web
- 1920: Torn Sails
- 1920: The Will
- 1921: Demos
- 1921: Die Frau ohne Bedeutung (A Woman of No Importance)
- 1921: General John Regan
- 1922: The Pointing Finger
- 1923: A Gamble With Hearts
- 1924: The Shadow of Egypt
- 1929: High Treason
- 1930: The ‘W’ Plan
- 1933: Grand Prix
- 1934: The Phantom Light
- 1937: South Riding
- 1938: Beyond Our Horizon
- 1939: Auf Wiedersehen, Mr. Chips (Goodbye Mr. Chips)
- 1939: The Lion Has Wings
- 1939: Die Sterne blicken herab (The Stars Look Down)
- 1940: Dangerous Comment
- 1941: Atlantic Ferry
- 1941: Der Hutmacher und sein Schloß (Hatter’s Castle)
- 1941: Banana Ridge
- 1946: Daybreak
- 1947: Frieda
- 1947: Abenteuer in Brasilien (The End of the River)
- 1948: The Monkey’s Paw
- 1948: Experten aus dem Hinterzimmer (The Small Back Room)
- 1949: The Governess
- 1950: Twelve Thousand
- 1952: Pride and Prejudice (Fernsehmehrteiler)
- 1953: Badger‘s Green
- 1954: John Wesley
- 1955: Othello
- 1956: The Scarlet Pimpernel

als (Co-)Regisseur:
- 1926: Screen Playlets (Kurzfilmserie)
- 1928: Balaclava (auch Co-Drehbuch)
- 1930: P.C. Josser
- 1930: Dreyfus
- 1931: Many Waters
- 1931: The Perfect Lady
- 1932: After the Ball
- 1933: Channel Crossing
- 1934: The Secret of the Loch
- 1935: Emil and the Detectives
- 1935: The Guv’nor
- 1936: Everything is Thunder
- 1937: The Great Barrier (auch Co-Drehbuch)
- 1938: The Challenge (auch Co-Drehbuch)